# L'Hebdo

L'Hebdo.

L'Hebdo (en español El Hebdo, donde "hebdo" es un apócope de "hebdomadario") es una revista suiza editada en Lausana  perteneciente al grupo de prensa Ringier. Fundado en septiembre de 1981, L'Hebdo trata de la actualidad suiza e internacional.

## Historia
Su fundador y primer redactor en jefe fue el periodista Jacques Pilet. En 1991, Jean-Claude Péclet lo sucede hasta 1995. Hasta esa fecha, la revista fue dirigida durante dos años por Eric Hoesli. Entre 1997 y 2002, Ariane Dayer fue la primera mujer redactora en jefa de L'Hebdo. Despedida posteriormente por la dirección de Ringier, fue reemplazada por Alain Jeannet a comienzos de 2003.
En 2005, L'Hebdo tuvo una repentina notoriedad internacional gracias al Bondy Blog, una experiencia periodística que consistía en enviar periodistas de la redacción a Bondy, en Sena Saint-Denis, para intentar comprender el malestar en los suburbios franceses, como consecuencia de la violencia urbana ocurrida en esos lugares durante noviembre de ese año. Este paso del semanal suizo fue una ofensa para los medios de comunicación franceses, a menudo acusados de estar desconectados de la realidad de los suburbios. Gracias a esta experiencia, en la cual el periodista Paul Ackerman fue agredido, los internautas han podido descubrir la vida en las afueras urbanas bajo otra mirada que la habitual de la violencia.
La versión papel de la revista está a la venta solo en Suiza.